# Дамян Пърлинчевич
Дамян Пърлинчевич (на сръбски: Дамјан Прљинчевић или Дамњан Прљинчевић) е сръбски учител, деец на Сръбската пропаганда в Македония.

## Биография
Пърлинчевич завършва Призренската семинария в 1886 година. Около 1890 година завършва Белградското педагогическо училище. Работи като сръбски учител в Тетово, Кратово, Куманово, Кочани и Прищина. В 1901 - 1903 година преподавав Призренската семинария. Пръв управител е на Основното училище „Младен Угаревич“. От 1904 година препоава в Скопската сръбска гимназия. Жена му Султана също е учителка.
Депутат е от Феризово в Първата скупщина на сърбите в Османското царство.
След Първата световна война е училищен инспектор.
Умира в 1932 година в Прищина.